# Neill Malcolm
Generalmajor Sir Neill Malcolm KCB, DSO (* 8. Oktober 1869 in London; † 21. Dezember 1953 ebenda) war ein schottischer General, Hochkommissionar des Völkerbundes und Manager der North Borneo Chartered Company.

## Leben
Neill Malcolm wurde am 8. Oktober 1869 in London als zweiter Sohn von Colonel Edward Donald Malcolm of Poltalloch und Isabella Wyld Brown geboren. Zusammen mit seinen sieben Geschwistern wuchs er im schottischen Poltalloch auf. Die Familie widmete sich unter anderem der Zucht von Hunden; die Rasse „West Highland White Terrier“ geht auf die Malcolms zurück.
Nach seinem Schulabschluss an der St. Peters School in York studierte Malcolm in Eton und an der Königlichen Militärakademie Sandhurst.

### Militärische Karriere
Malcolm trat am 20. Februar 1889 als Unterleutnant in das Infanterieregiment „Argyll and Sutherland Highlanders“ ein. Am 24. Juli 1893 wurde er zum Leutnant befördert.
1896 durchquerte er mit seinem Freund Wellby vom 18. Husarenregiment Asien zu Fuß vom pakistanischen Gilgit über Tibet nach Peking.
Von 1897 bis 1898 diente er an der indischen Nordwestgrenze in Indien, wo er mit dem 2. Bataillon 1897 an der Tochi Kampagne unter General Corrie Bird teilnahm. Von dort wurde er in das Britische Protektorat Uganda versetzt und leitete mehrere militärische Kampagnen. „Mentioned in Despatches“ wurde er mit der Medaille Distinguished Service Order ausgezeichnet. Im Rang eines Captain wurde er Ende 1899 nach Südafrika abkommandiert, um dort als Stabsoffizier am Südafrikanischen Krieg teilzunehmen. Von Februar bis Mai 1900 war er im Oranje-Freistaat eingesetzt. In der Schlacht von Paardeberg diente er als Nachwuchskraft unter Kitchener. Während eines riskanten Kommandoeinsatzes für Kitchener erlitt er am 18. Februar 1900 eine schwere Knieverwundung.
Neill Malcolm wurde 1902 an das Staff College, die Generalstabsakademie in Camberley, entsandt und danach von 1903 bis 1904 nach Somaliland versetzt. Als Stabsoffizier in der Abteilung „Militärische Operationen“ des britischen War Office reiste er 1905 nach Marokko. Von 1906 bis 1908 war er außerdem Oberquartiermeister (engl. Deputy Assistant Quartermaster-General), danach vom 1. April 1908 bis zum 30. September 1910 Sekretär der Historischen Abteilung im Committee of Imperial Defence.
1909 erhielt er den Ehrenrang eines Majors, seine Beförderung zum „echten“ Major erfolgte am 20. August 1910.
Ab 1912 bekam er als Generalstabsoffizier Zweiten Grades (GSO2) im Rang eines Lieutenant-Colonel eine Anstellung in der Leitung des Staff College, wo er bis zum Beginn des Ersten Weltkriegs verblieb.
Bei Beginn des Ersten Weltkriegs bekam er zunächst einen „kriegswichtigen“ Posten im Generalstab angeboten, er entschied sich jedoch dafür sich im August 1914 zum British Expeditionary Force versetzen zu lassen. Als GSO1 im Rang eines Lieutenant-Colonels wurde er zu den britischen Mittelmeerstreitkräften (Mediterranean Expeditionary Force) abkommandiert und nahm er vom 29. September 1915 bis zum 17. November 1915 am Aufbau der Mazedonischen Front teil, mit der die Alliierten die in Serbien stehenden Truppen der Mittelmächte (Österreich-Ungarn, Türkei, Deutschland, Bulgarien) unter Druck setzten.
Im Februar 1915 erhielt er den Ehrenrang eines Lieutenant Colonel. Von November 1915 bis April 1916 diente er als Brigadegeneral in der Egyptian Expeditionary Force. Von April bis Juli 1916 diente er als Brigadegeneral im Generalstab der Britischen Armee in Frankreich, wo er zum Lieutenant Colonel befördert wurde. Danach wurde er zur 5. Armee versetzt. Er erreichte den Rang eines Generalmajors am 1. Januar 1917 und bekam im Dezember 1917 das Kommando über die 66. Division übertragen. Im März 1918 wurde er im Verlauf der Operation Michael schwer verwundet. Für sein tapferes Halten der Verteidigungslinie während des Rückzugs der 5. Armee unter General Gough, wurde er zweimal im Kriegsbericht erwähnt. Von September bis Dezember 1918 kommandierte er die 59. Division und danach bis zum Februar 1919 die 30. Division.
Nach dem Krieg hatte Sir Neill Malcolm von 1919 bis 1920 als „Chef der britischen Militärmission in Berlin“ die Funktion des Britischen Botschafters im Deutschen Reich inne.
Von 1921 bis 1924 ist er General Officer Commanding der britischen Truppen in Britisch-Malaysia. Seine Aufgabe bestand darin, die militärische Verteidigung der Straits Settlements, also der Britischen Besitzungen in Malaysia und Singapur sicherzustellen. Das Malaya Command bestand hauptsächlich aus kleineren Garnisonen in Kuala Lumpur, Penang, Taiping, Seremban und Singapore.
1924 schied Generalmajor Sir Neill Malcolm aus dem Dienst der Armee aus.

### Ziviles Leben
1907 heiratete er Angela, die einzige Tochter von W. R. Malcolm. Das Paar hatte zwei Söhne und eine Tochter.
Nach seinem Ausscheiden aus der Armee im Jahr 1924 ist der Name von Neill Malcolm mit verschiedenen Industrie- und Handelsfirmen verknüpft, vor allem aber wurde er bekannt durch seine langjährige Präsidentschaft als Vorstandsvorsitzender der North Borneo Chartered Company. Sir Neill Malcolm folgte 1926 Sir West Ridgeway als Präsident der North Borneo Chartered Company nach, ein Amt, das er bis zur Auflösung der Company im Jahr 1946 innehatte.
Weniger Glück hatte Malcolm mit seinem Engagement als Aufsichtsratsvorsitzender der COX'S SHIPPING AGENCY (RUMANIA) Limited. und der BRITISH TAROLEUM COMPANY Limited, deren Abwicklung er am 23. Mai 1925 bzw. am 15. Dezember 1933 verkünden musste.
Generalmajor Sir Neill Malcolm starb am 21. Dezember 1953 in London.

## North Borneo Chartered Company
Die liberale Geldpolitik von Ridgeway hatte die Befürchtung genährt, dass ein Konkurs der Gesellschaft unausweichlich sei. Entsetzt über die Kaltblütigkeit, mit der Ridgeway das Geld der Gesellschaft ausgab, verbündete sich Montstuart Elphinstone, einer der Direktoren, im Jahr 1924 mit Dougal Malcolm.
Dougal Malcolm, dessen Schwester Angela mit Sir Neill Malcom verheiratet war, gehörte nach dem Burenkrieg zu „Milner’s Kindergarten“ und war jetzt im Aufsichtsrat der British South Africa Company. Seine Kenntnisse, wie eine Chartered Company funktionierte, waren legendär. Gegen den Widerstand von Ridgeway setzten sie ein unabhängiges Untersuchungskomitee ein.
Der Bericht enthüllte das wahre Ausmaß der finanziellen Situation: Dividenden waren aus dem laufenden Kapital finanziert worden und die Gesellschaft war zutiefst verschuldet. Ridgeway musste seinen Hut nehmen. Stattdessen wählte der Aufsichtsrat Sir Neill Malcom zum Präsidenten und Dougal Malcolm zum Vizepräsidenten.
Die Besetzung der Gesellschaft mit Sir Neill Malcolm als Präsident erwies sich als die richtige Entscheidung. Umsichtige Haushaltsführung verbesserte die finanzielle Situation zusehends. Obwohl Sir Neill Malcolm regelmäßig nach Borneo reiste, griff er im Gegensatz zu seinen Vorgängern kaum in die Verwaltung ein. Seine Verbindungen zu Mitgliedern des Colonial Office halfen der Gesellschaft, sich weitgehend einer staatlichen Einflussnahme zu entziehen. Es blieb aber auch traurige Pflicht Sir Malcolms, nach dem Abzug der japanischen Truppen aus Sabah festzustellen, dass ein Wiederaufbau des zerstörten und verwüsteten Landes nicht mit den beschränkten Mitteln der North Borneo Chartered Company zu bewerkstelligen wäre. Seine Aufgabe bestand nun darin, die Gespräche mit der britischen Regierung zu führen, die die Übernahme Sabahs als Britische Kolonie und die finanzielle Kompensation der Company zum Ziel hatten. Gegen eine Sofortzahlung von 860.000 Pfund an die Gesellschaft endete am 15. Juli 1946 die Chartered Company.

## Völkerbund
Von 1934 bis 1938 arbeitet Sir Neill Malcolm für den Völkerbund. Am 18. Februar 1936 wird Malcolm vom Völkerbund zum Hochkommissar für Flüchtlinge aus Deutschland ernannt. Er organisierte bereits im Sommer 1936 eine Konferenz mit 15 Teilnehmerstaaten, die die Frage der zu erwartenden Flüchtlingsströme aus Deutschland diskutierten. In seiner Funktion als Hochkommissar nimmt er auch im Juli 1938 mit Frederick Ponsonby, Viscount Duncannon und Tevfik Erim an der Konferenz von Évian teil, wo sich Vertreter aus 32 Nationen mit den Möglichkeiten der Auswanderung von Juden aus Deutschland und Österreich befassen.

## Royal Institute of International Affairs
Von 1926 bis 1933 war er Vorsitzender des Chatham House (vormals Royal Institute of International Affairs), einer Denkfabrik, die Ansätze entwickeln sollte, wie Kriege in der Zukunft zu vermeiden wären.

## Gesellschaftspolitisches Engagement
Malcolm war von 1899 bis 1931 Fellow (Mitglied) der Royal Geographical Society, in deren Besitz sich auch der Nachlass von Malcolm – darunter die Liste der 1896 von ihm und Wellby in Tibet gesammelten Pflanzen – befindet und Vorsitzender der Royal Society for Asian Affairs.

## Auszeichnungen
In Anerkennung seiner Verdienste während seines Einsatzes in Uganda wurde er in den Distinguished Service Order aufgenommen. Am 3. Juni 1919 wurde Malcolm in den militärischen Teil des Bath-Orden aufgenommen; am 2. Januar 1922 wurde er in der Hierarchie des Ordens zum "Knights Commander" befördert. Von nun an durfte er sich Sir Neill Malcom nennen.
Weitere Auszeichnungen:
- Jidball-Medaille für seinen Einsatz in Somaliland
- Order of the Nile, 3. Klasse, verliehen durch den Sultan von Ägypten (20. November 1916)[30]
- Orden der Ehrenlegion, Kommandeursklasse, verliehen durch den Präsidenten der Französischen Republik (2. Juni 1917)[31]
- Orden der Krone von Italien, Großoffiziersklasse, verliehen durch den Italienischen König (31. August 1917)[32]
- Croix de guerre, verliehen durch den Präsidenten der Französischen Republik (16. April 1918)[33]

## Veröffentlichungen
- als Herausgeber: George Francis Robert Henderson: The science of war. A collection of essays and lectures 1892–1903. With a memoir of the author by Field Marshal Earl Roberts. Longmans, Green & Co., London 1905.
- Tactics. In: Encyclopædia Britannica. 11. Auflage. Band 26: Submarine Mines – Tom-Tom. London 1911, S. 347 (englisch, Volltext [Wikisource]).
- Bohemia, 1866 (= Campaigns and their Lessons. Band 2). London, Constable, 1912.
- Refugees coming from Germany. Report submitted to the 7th ordinary Session of the Assembly of the League of Nations. Summary (= Series of League of Nations Publications 12, B: International Bureaux. 1936, 6, ZDB-ID 767381-4). League of Nations, Geneva 1936
- Introduction. In: John Wheeler Wheeler-Bennett: Information on the reduction of armaments (= Information Series, Band 2). Allen & Unwin, London 1925.